# NGC 6893
NGC 6893 (również PGC 64507) – galaktyka soczewkowata (SB0), znajdująca się w gwiazdozbiorze Lunety. Odkrył ją John Herschel 7 lipca 1834 roku.